# 1583 Antilochus
1583 Antilochus este o planetă minoră (asteroid), cu un diametru de 108,842 km, din Asteroid troian al lui Jupiter. A fost descoperită pe 19 septembrie 1950 la Observatorul Regal al Belgiei⁠(d) de Sylvain Arend⁠(d) și a fost numită după Antiloh⁠(d). 
Obiectul prezintă o orbită caracterizată de o semiaxă mare de 5,1324359 UAi, o excentricitate de 0,053, o înclinație de 28,551 ° în raport cu ecliptica.